# Glenea papuensis
Glenea papuensis es una especie de escarabajo del género Glenea, familia Cerambycidae. Fue descrita científicamente por Gahan en 1897.
Habita en Papúa Nueva Guinea. Esta especie mide 10-12 mm.